# Boukoko-See
Der Boukoko-See ist ein Stausee in der Zentralafrikanischen Republik.

## Beschreibung
Der kleine trichterförmiger Stausee liegt nahe der Ortschaft Boukoko in der Präfektur Lobaye im Süden des Landes. Der See ist 560 m lang und 90 m breit. Er entwässert über einen Nebenfluss des Lobaye in den Ubangi.